# Mitote

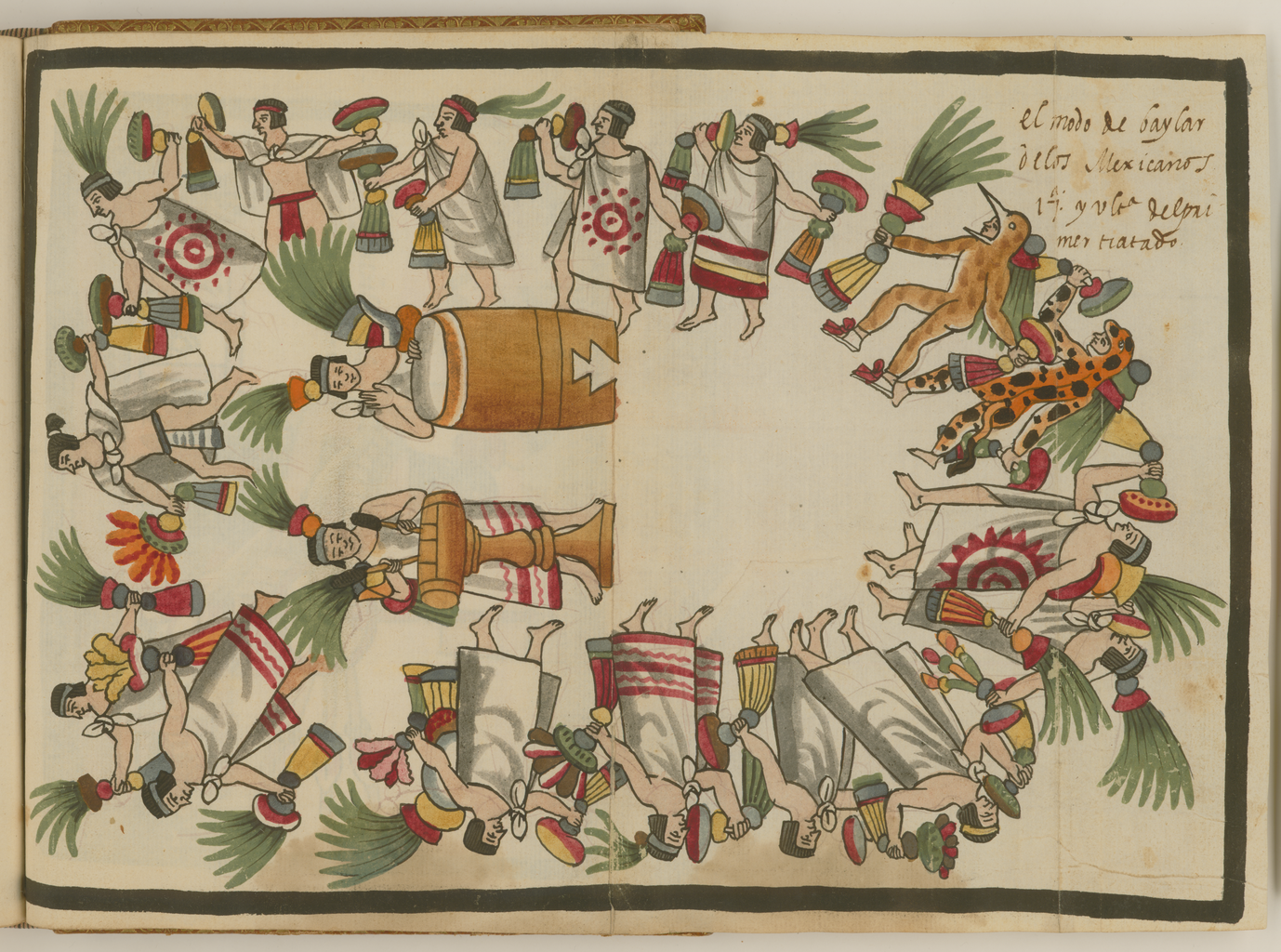
Códice mostrando danzas rituales acompañadas por atabal y teponaxtli.

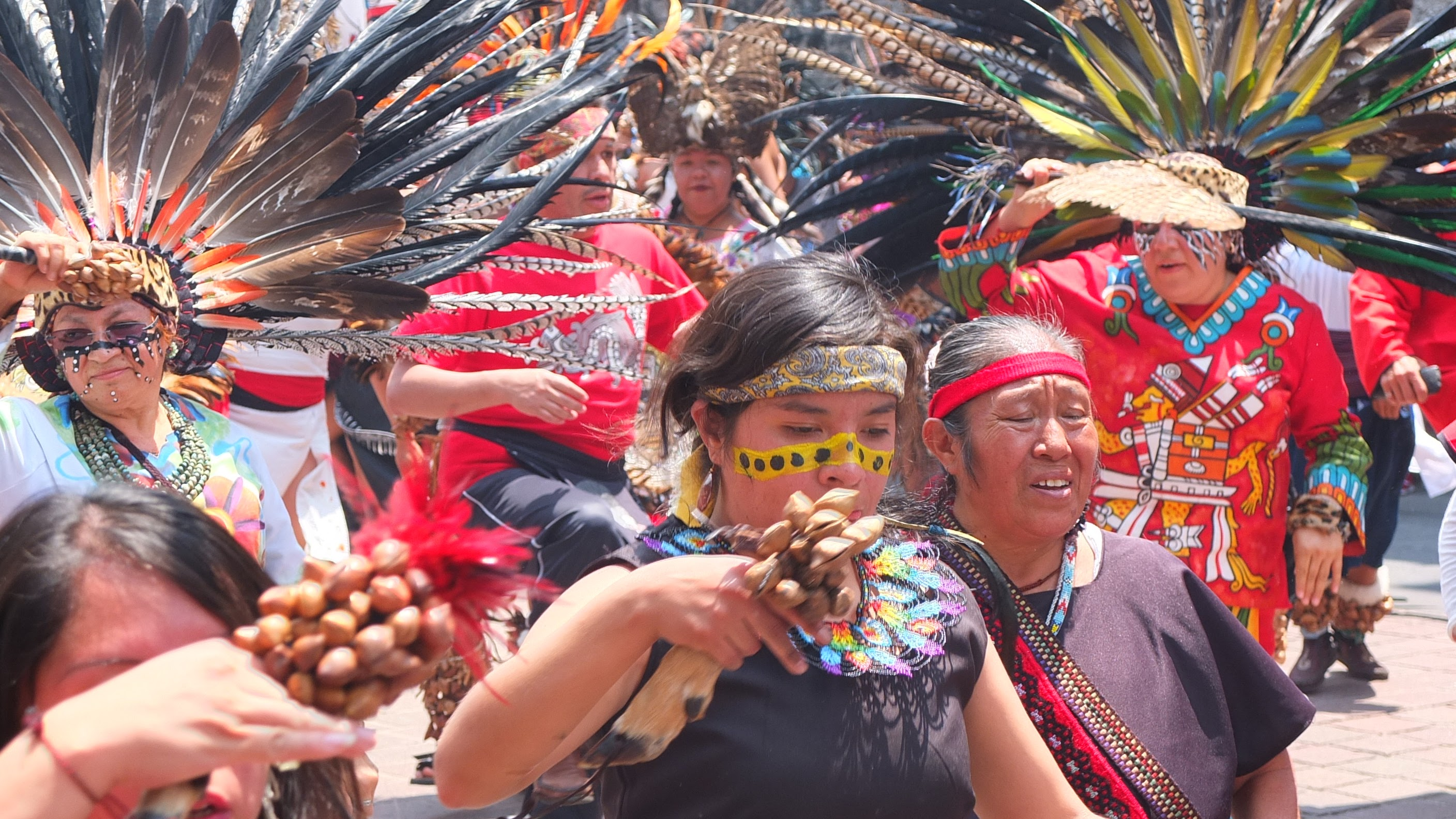
Danzantes mesoamericanos

La palabra mitote (del náhuatl mitotiqui 'danzante', de itotia  'bailar') es un término de la cultura popular mexicana utilizado para designar un problema, tumulto o vocerío. También se usa para hacer referencia a una fiesta. 
Originalmente se refería a una danza de guerra, o un baile ritual de los pueblos mesoamericanos, en la que se tomaban de los brazos y giraban vigorosamente al rededor de una hoguera. Los pueblos chichimecas, lo practicaban durante la noche −a diferencia de otros pueblos sedentarios− y especialmente en la víspera de las batallas. Los rituales iban acompañados de augurios que servían para definir detalles tácticos del combate. 

## Mitología
Al principio todo era un gran vacío sin vida, pero un día dos dioses, Tepeu y Kukulkán, decidieron que era el momento de crear el mundo. Crearon así la tierra y el mar, dejando paso a la vegetación. Surgieron los árboles y también la tierra para poder cultivar alimentos, flores y plantas. Estos primeros pasos llenaron el mundo de olores nuevos y gran colorido.
Posteriormente, una vez creado el entorno, decidieron que era el momento de tener  seres que pudieran venerarlos como creadores del mundo. Fue en este momento cuando hicieron a los animales, grandes y pequeños, de todas las clases y colores. No obstante, cuando terminaron su faena pidieron a estos que los alabaran, y cuando descubrieron que solo eran capaces de emitir sonidos ininteligibles se enfadaron. Que seres tan ingratos e inútiles, ¡no eran capaces de venerar a sus creadores! Decidieron por tanto castigarlos,  a partir de ese momento se matarían  y alimentarían unos de los otros.
Este fracaso no los detuvo, decidieron crear el primer proyecto de ser humano. El problema fue que al hacerlo de barro los resultados fueron bastante malos, este hombre no se tenía bien en pie, la lluvia lo deshacía, no era capaz de reproducirse ni hablar, fue por tanto un intento frustrado. A pesar del nuevo fracaso, los dos dioses no se dieron por vencidos, crearon un nuevo ser,  hecho esta vez de madera. Estos hombres sí que pudieron andar, se reprodujeron y poblaron la tierra. Pero que sorpresa se llevaron cuando se dieron cuenta de que estos seres no tenían memoria, no tenían alma y por tanto no eran capaces de recordar quienes habían sido sus creadores. Tepeu y Kukulkán se enfadaron nuevamente y decidieron enviar un diluvio (el diluvio universal) que terminaría con estos hombres de madera tan ingratos. La mayoría murieron, y los que se salvaron fueron transformados en seres más primitivos, los monos.
Finalmente cuando los animales llevaron maíz rojo y blanco a los dioses, Tepeu y Kukulkán pensaron que sería buena idea hacerlo de este material, crearon la carne con el maíz blanco y la sangre con el maíz rojo y así, como último intento, surgieron 4 hombres distintos.  Esta vez los dioses se habían superado, este nuevo ser tenía una inteligencia abrumadora. Lo conocía todo, lo observaba todo, lo entendía todo. Parece ser que la perfección de su criatura tampoco terminó por satisfacerlos, no podían permitir que existiera un ser tan sumamente inteligente, casi tanto como un dios, por este motivo decidieron nublar su vista para que no pudiera ver más allá de lo que tenía delante. A este humo que cegaba a los hombres y no los dejaba ver más allá se le llamó Mitote.